# Чатир-Куль
Чатир-Куль (кирг. Чатыркөл — небесне озеро) — безстічне високогірне озеро на Тянь-Шані в Наринській області Киргизстану. Знаходиться в найнижчий точці Чатир-Кульської улоговини, біля Торугартського перевалу на кордоні з Китаєм.
Вода Чатир-Куля має жовто-зелений колір. Прозорість — 4 м. Мінералізація коливається від 0,5 до 1 мг/літр. Від'ємний водний баланс останніх років призвів до падіння рівня озера.